# كتاب إبراهيم

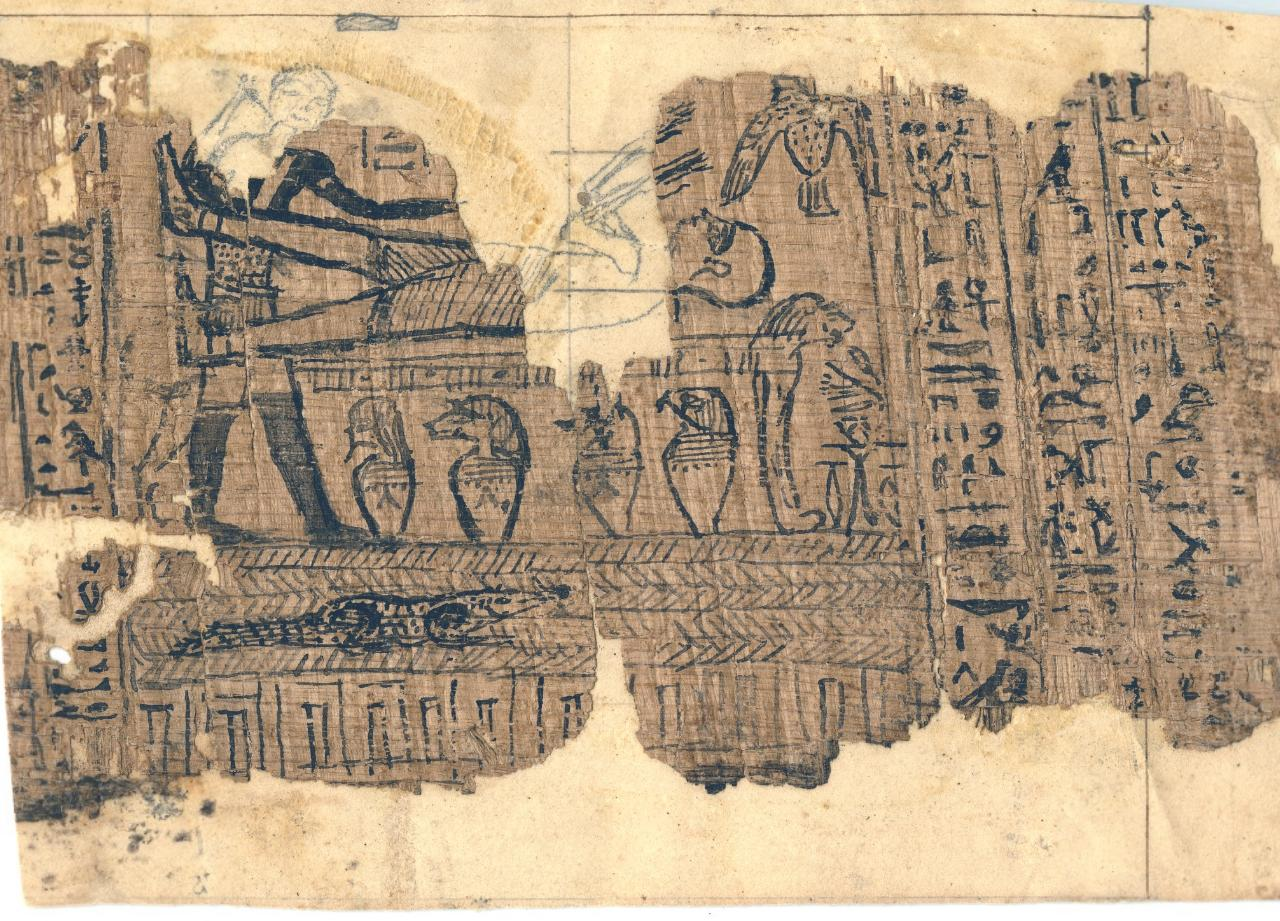
جزء من البرديات التي استخدمها جوزيف سميث كمصدر لكتاب إبراهيم. لقد أثار الاختلاف بين ترجمة علماء المصريات وتفسيرات جوزيف سميث جدلاً كبيرًا.

كتاب إبراهيم مجموعة من الكتابات من عدة مخطوطات مصرية أُكتشفت في أوائل القرن التاسع عشر خلال رحلة استكشافية أثرية قام بها أنطونيو ليبولو. قام أعضاء كنيسة يسوع المسيح لقديسي الأيام الأخيرة (كنيسة LDS) بشراء تلك اللفائف من معرض مومياوات متنقل في 3 يوليو 1835، وقام بترجمتها إلى الإنجليزية جوزيف سميث. وفقًا لسميث، كان الكتاب "ترجمة لبعض السجلات القديمة... يُزعم أنها كتابات إبراهيم أثناء وجوده في مصر، والتي تسمى كتاب إبراهيم، كتبها بخط يده على ورق البردي". وقال سميث إن البرديات تصف حياة إبراهيم المبكرة، وأسفاره إلى كنعان ومصر، ورؤيته للكون وخلقه.
يعتقد قديسي الأيام الأخيرة أن العمل هو كتاب مقدس موحى به إلهيًا، ونشر كجزء من "لؤلؤة الثمن العظيم" منذ عام 1880. وبالتالي فهو يشكل أساسًا عقائديًا لكنيسة LDS والطوائف الأصولية المورمونية، على الرغم من وجود مجموعات أخرى، مثل جماعة المسيح. لا تعتبره نصًا مقدسًا. يحتوي الكتاب على العديد من المذاهب التي تنفرد بها المورمونية مثل فكرة أن الله نظم عناصر أبدية لخلق الكون (بدلًا من خلقه من العدم)، والتمجيد المحتمل للإنسانية، والوجود ما قبل البشرية (الوجود المسبق، هو أعتقاد بوجود الروح قبل الولادة)، والحالتين الأولى والثانية، وتعدد الآلهة.
يُعتقد أن برديات كتاب إبراهيم قد فقدت في حريق شيكاغو العظيم عام 1871. ومع ذلك، في عام 1966، عُثر على عدة أجزاء من البرديات في أرشيفات متحف متروبوليتان للفنون في نيويورك وفي أرشيفات كنيسة LDS. ويشار إليها الآن باسم برديات جوزيف سميث. بعد فحصها من قبل علماء المصريات المحترفين (المورمون وغيرهم)، عُرفَت هذه القطع على أنها نصوص جنائزية مصرية، بما في ذلك "تصريح تنفس لحور" و"كتاب الموتى"، من بين أمور أخرى. على الرغم من أن بعض المدافعين عن المورمون يدافعون عن صحة كتاب إبراهيم، إلا أنه لا أحد من العلماء يعتبره نصًا قديمًا.

### الحواشي
1. ↑  Gee 2000a، صفحات 4–6
2. ↑  Smith 1842، صفحة 704.
3. ↑  Ritner 2013، صفحات 7–8

### ثبت المراجع
- Gee، John (2000a)، A Guide to the Joseph Smith Papyri، Foundation for Ancient Research and Mormon Studies، ISBN:9780934893541.
- Ritner، Robert K. (2013)، The Joseph Smith Egyptian Papyri: A Complete Edition، Signature Books، ISBN:9781560852209.

- Smith، Joseph (1 مارس 1842)، "Truth Will Prevail"، Times and Seasons، Nauvoo, IL، ج. 3، ص. 704، مؤرشف من الأصل في 2012-05-30